# Tundra
Tundra é um bioma no qual a baixa temperatura e estações de crescimento curtas impedem o desenvolvimento de árvores. Existem três tipos de tundra: tundra ártica, tundra alpina e tundra antártica. Numa tundra, a vegetação é composta por arbustos, ciperáceas, gramíneas, musgos e líquenes. Em algumas tundras existem árvores dispersas. O ecótono entre a tundra e a floresta é denominado linha de árvores. O termo "tundra" tem origem em russo:  тундра, a partir do lapônico tūndâr ("terras altas", "região montanhosa sem árvores").

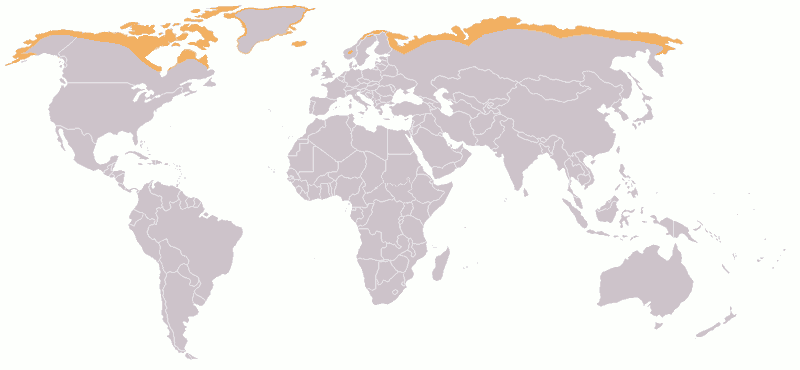
Distribuição do clima de tundra no mundo.

## Clima
O clima de tundra ou clima túndrico geralmente se enquadra na classificação climática de Köppen no tipo ET. Isso significa que o clima túndrico é um tipo de clima em que pelo menos um mês deve apresentar uma temperatura média alta o suficiente para derreter a neve, ou seja 0 °C, mas nenhum mês do ano pode apresentar temperatura média acima de 10 °C. O clima túndrico é um clima de transição entre o clima subártico e o clima glacial. É uma região de terrenos quase nivelados, e quase desprovidos de árvores. Climas polares como a tundra são caracterizados por temperaturas muito baixas e condições geralmente secas. As temperaturas nunca aumentam acima de 10 °C durante o verão. A tundra localizada perto do Círculo Polar Ártico e Antártico, experimenta momentos em que o Sol nunca nasce acima do horizonte.

O clima túndrico é em média mais quente que o clima glacial EF, onde o gelo e neve são permanentes, e mais frio que os climas subárticos designados Dfd, Dwd e Dsd. Em regra geral, os climas de tundra são hostis à vegetação lenhosa, mesmo onde os invernos são relativamente amenos para os padrões polares, como na Islândia.

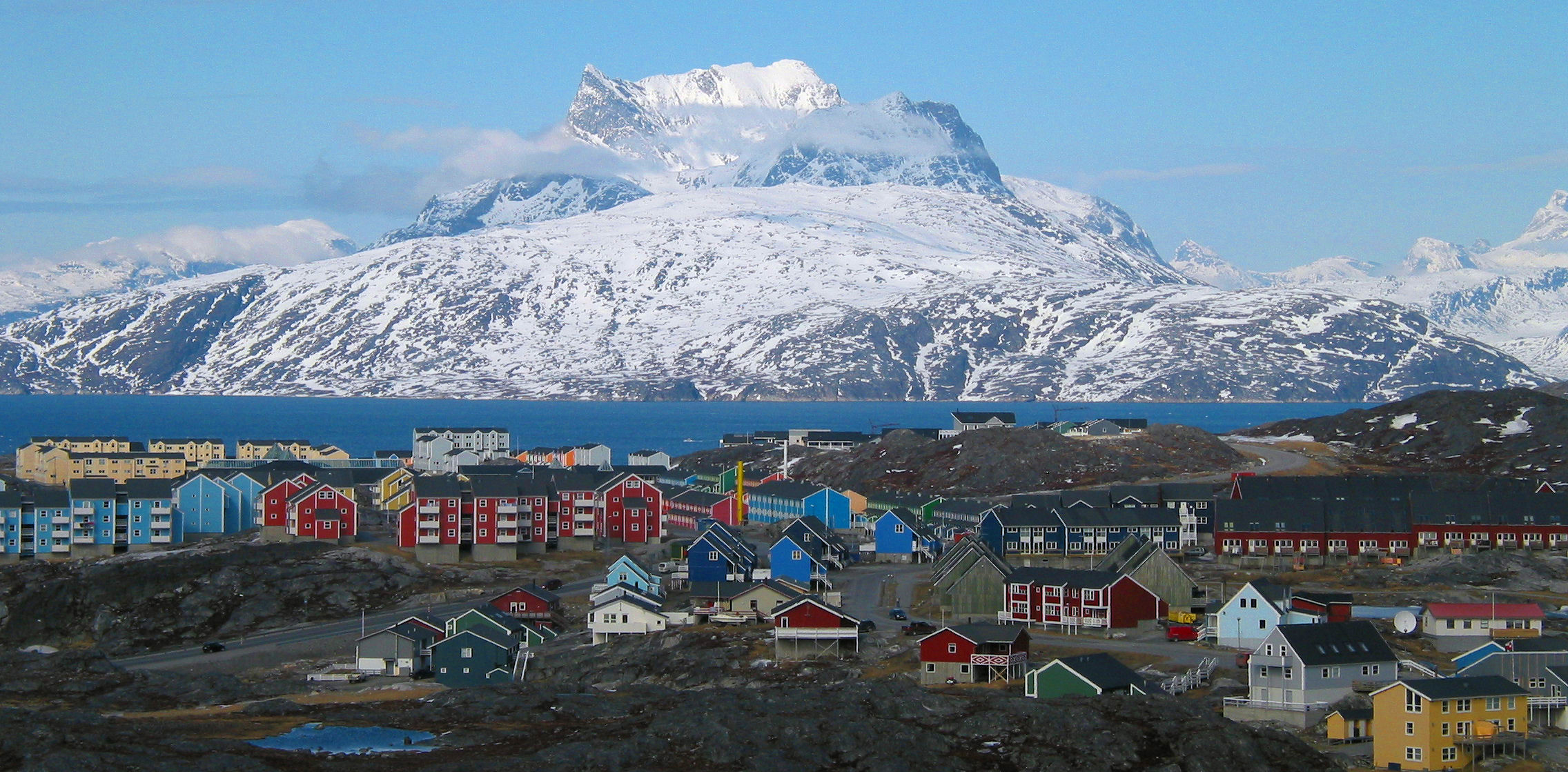
Nuuk, capital da Groenlândia, é uma cidade localizada na fronteira das regiões de clima túndrico e subártico Dfc

Apesar da diversidade potencial de climas na categoria ET envolvendo precipitação, temperaturas extremas e estações chuvosas e secas relativas, essa categoria raramente é subdividida. As chuvas e nevascas são geralmente leves devido à baixa pressão de vapor da água na atmosfera fria, mas, como regra geral, a evapotranspiração potencial é extremamente baixa, permitindo terreno encharcado e pântanos mesmo em locais com precipitação típica de desertos em latitudes baixas e médias. A quantidade de biomassa de tundra nativa depende mais da temperatura local do que da quantidade de precipitação.

### Distribuição do clima túndrico

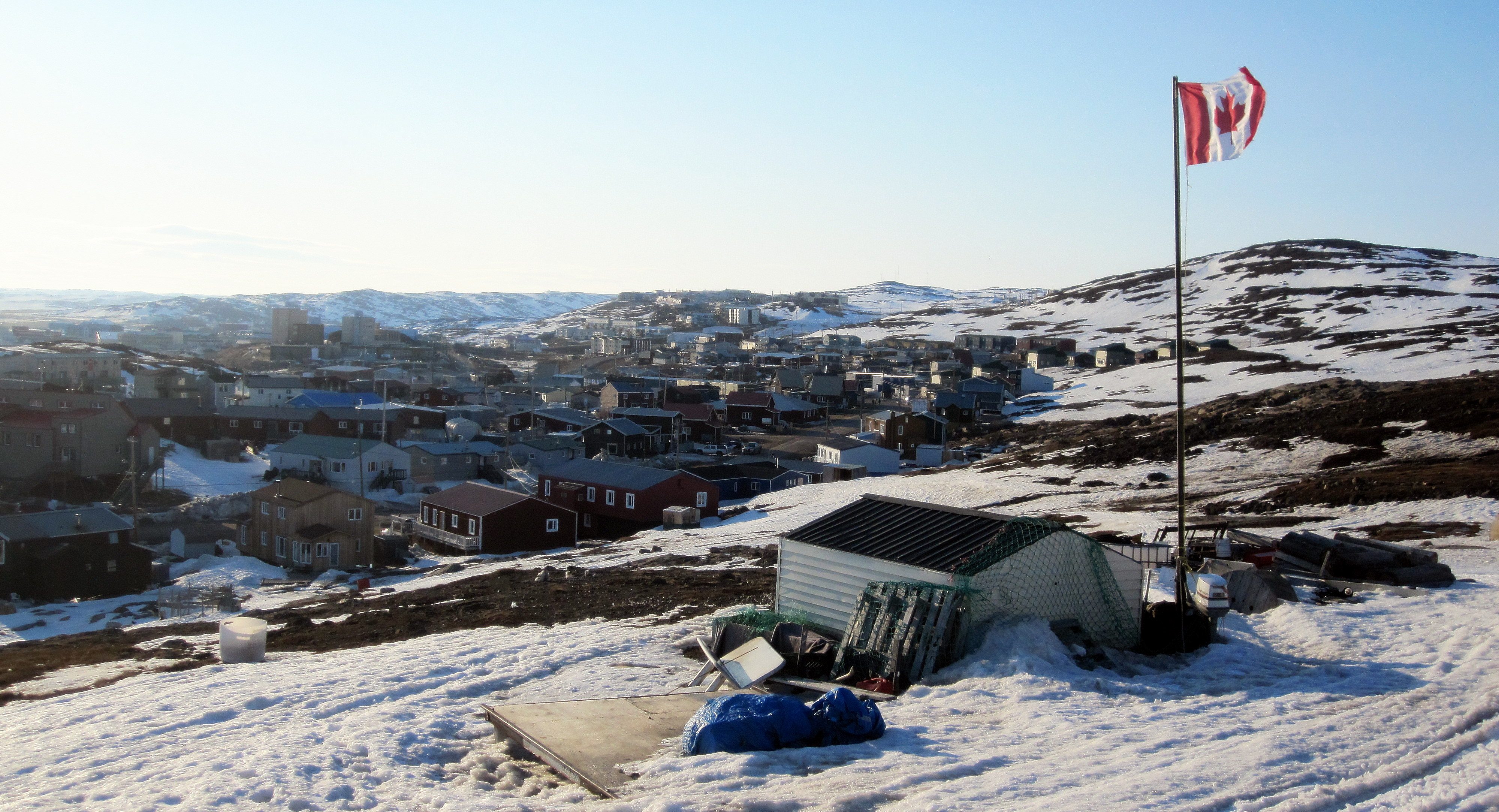
Iqaluit, capital do território canadense de Nunavut, é uma cidade de clima túndrico

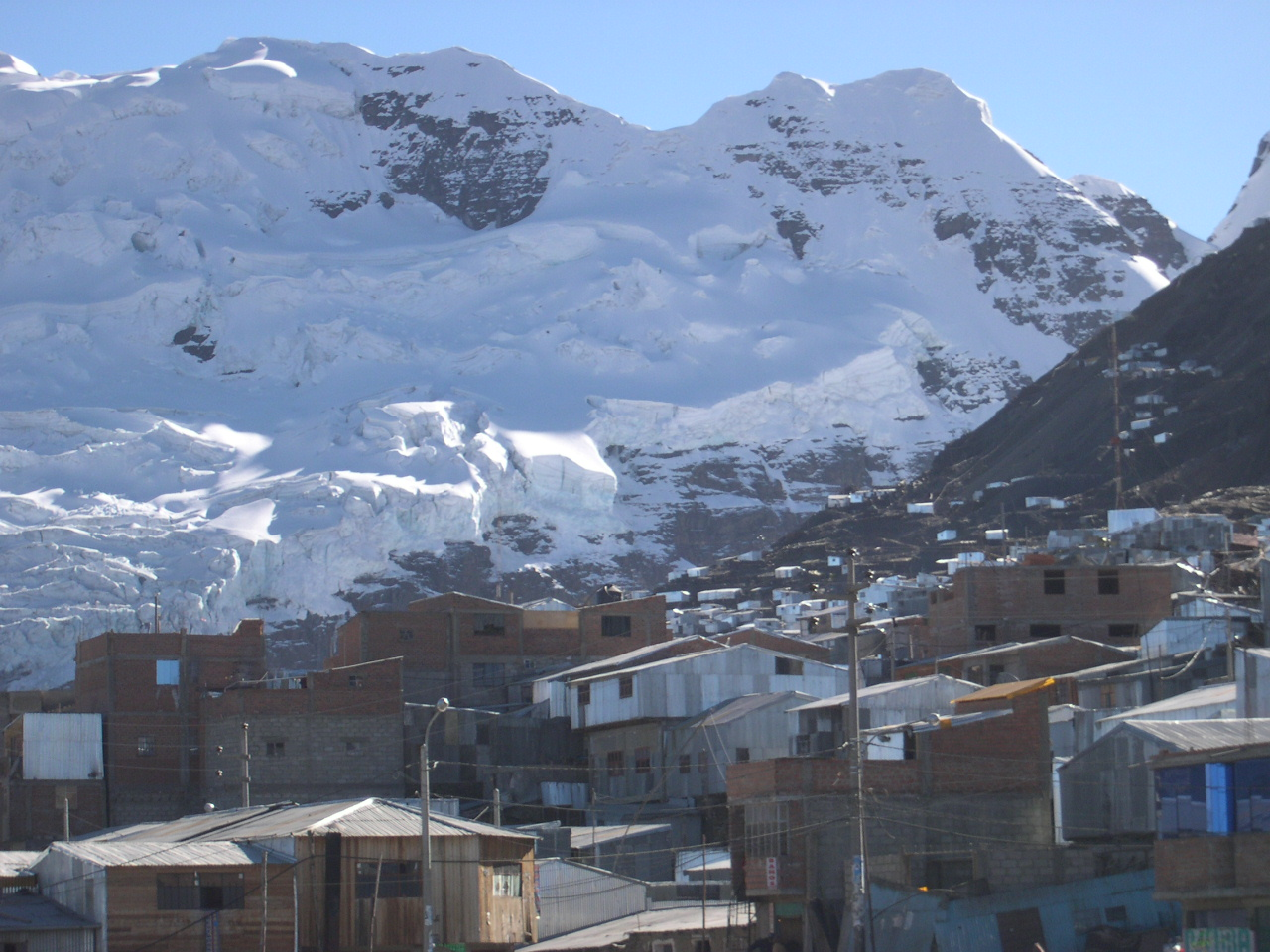
La Rinconada, no Peru, também tem clima túndrico

A região climática da tundra ocorre entre 60 e 75 ° de latitude, principalmente ao longo da costa ártica da América do Norte, incluindo o norte do Alasca, norte dos Territórios do Noroeste e de Nunavut, noroeste do Quebec, norte de Labrador e ao longo das margens da Groenlândia. Na Europa, o clima de tundra é encontrado em partes do litoral da Islândia, centro-sul da Noruega e Svalbard, extremo norte da Rússia europeia, nos Alpes envolvendo partes da Alemanha, Áustria, Eslovênia, França, Itália, Liechtenstein, Mónaco e Suíça, nos Pirenéus entre a França, Espanha e Andorra, nas Montanhas Făgăraș da Romênia e em outros pontos altos da Europa. Na Ásia, o clima túndrico é visto em pontos altos da China, como no Tibete e na cordilheira Transimalaia, na fronteira entre a China e no Nepal, incluindo o Monte Everest, e no litoral ártico da Sibéria.
No Hemisfério Sul, o clima túndrico é bem mais raro, mas pode ser encontrado em boa parte da cordilheira dos Andes, em pontos altos da Colômbia e na Terra do Fogo entre Chile e Argentina.

### Locais
| - Alert, Nunavut, Canadá (fronteira entre ET e EF) - Monte Rainier, Washington, Estados Unidos (ET) - Ilha Macquarie, Austrália (ET) - Ilhas Crozet (ET) - Campbell Island, Nova Zelândia (ET) - Ilhas Kerguelen (ET) - Ilhas do Príncipe Eduardo (ET) - Stanley, ilhas Falkland (ET e Cfc) - Ushuaia, Argentina (ET e Cfc) - Iqaluit, Nunavut, Canadá (ET) - Monte Wellington, Tasmânia, Austrália (ET) | - La Rinconada, Peru (ET) - Nanortalik, Groenlândia (ET) - Monte Fuji, Japão (ET) - Monte Washington, Estados Unidos (ET) - Zugspitze, Baviera, Alemanha (ET) - Eureka, Nunavut, Canadá (ET) - Nuuk, Groenlândia (ET, fronteira com Dfc) - Svalbard, Noruega (ET) - Nord, Groenlândia (ET) - Base Esperanza, Antártida (ET) |

### Vegetação
A vegetação predominante é composta de líquens, musgos, ervas e arbustos baixos, devido às condições climáticas que as impedem de crescer. As plantas com raízes longas não podem se desenvolver pois o subsolo permanece gelado. Por outro lado, como as temperaturas são muito baixas, a matéria orgânica decompõe-se muito lentamente e consequentemente, o crescimento da vegetação é lento.
Uma adaptação que as plantas destas regiões desenvolveram é o crescimento em maciços, o que as ajuda a evitar o ar frio. Outra adaptação é que elas crescem junto ao solo, o que as protege dos ventos fortes. As folhas são pequenas, retendo a umidade com maior facilidade. Apesar das condições inóspitas, existe uma grande variedade de plantas que vivem na Tundra Ártica.

### Fauna
A maioria dos animais, sobretudo aves e mamíferos, apenas utilizam a tundra no curto verão, migrando para regiões mais quentes no inverno. Os animais que ali vivem permanentemente, como os ursos-polares, bois-almiscarados (Ovibos moschatus) (na América do Norte) e lobos árticos, desenvolveram as suas próprias adaptações para resistir aos longos e frios meses de inverno, como um pelo espesso, camadas de gordura sob a pele e a hibernação. Por exemplo, os bois-almiscarados apresentam duas camadas de pelo, uma curta e outra longa. Também possuem cascos grandes e duros, o que lhes permite quebrar o gelo e beber a água que se encontra por baixo.
Os répteis e anfíbios são poucos ou encontram-se completamente ausentes devido às temperaturas serem muito baixas.
A lebre-ártica, por exemplo, muda a cor do seu pelo no inverno e no verão. Isso ajuda o animal a camuflar-se. O cisne-da-tundra tem 25 000 penas, 80% das quais na cabeça e no pescoço.

## Tundra alpina
A tundra alpina encontra-se em vários países e situa-se no topo das altas montanhas. É muito fria e ventosa e não tem árvores. Ao contrário da Tundra Ártica, o solo apresenta uma boa drenagem e não apresenta permafrost. Apresenta ervas, arbustos e musgos, tal como a tundra ártica. Encontram-se animais como as cabras da montanha, alces, marmotas (pequeno roedor), insetos (gafanhotos, borboletas, escaravelhos).